# (1993) Guacolda
(1993) Guacolda – planetoida z pasa głównego asteroid okrążająca Słońce w ciągu 5 lat i 131 dni w średniej odległości 3,06 j.a. Została odkryta 25 lipca 1968 roku przez Herberta Wroblewskiego na podstawie ekspozycji wykonanych w Cerro El Roble Station przez G. Plouguina i I. Belyaieva z Universidad de Chile. Nazwa planetoidy pochodzi od Guacoldy, pięknej i bohaterskiej żonę arcykańskiego wodza Lautaro, dawniej służącego w hiszpańskim domu. Towarzyszyła ona mężowi w walce, walcząc obok niego. Przed nadaniem nazwy planetoida nosiła oznaczenie tymczasowe (1993) 1968 OH1.